# Леньяни, Эрмир
Эрмир Леньяни (алб. Ermir Lenjani; род. 5 августа 1989 года, Карачеве) — албанский футболист, защитник клуба «Умраниеспор» и национальной сборной Албании.

## Клубная карьера
Эрмир Леньяни — воспитанник швейцарского клуба «Винтертур». 9 ноября 2008 года он дебютировал за клуб в рамках Челлендж-лиги, в гостевом поединке против «Шаффхаузена», выйдя на замену на 50-й минуте матча. 8 марта 2009 года он забил свой первый гол в Челленд-лиге, в гостевой игре против «Туна». Мяч оказался не единственным у Леньяни в этом поединке, и на 87-й минуте он сделал дубль.
В первой половине сезона 2010/11 Леньяни на правах аренды выступал за клуб швейцарской Суперлиги «Грассхоппер». 17 июля 2010 года Леньяни дебютировал в главной швейцарской лиге, заменив на 74-й минуте домашнего матча против «Ксамакса» полузащитника Стивена Ланга. Во второй половине чемпионата он вернулся в «Винтертур», выступавший в Челлендж-лиге. В январе 2013 года Леньяни перешёл в клуб Суперлиги «Санкт-Галлен». 28 сентября 2013 года Леньяни забил свой первый гол в Суперлиге, принесший «Санкт-Галлену» минимальную гостевую победу над «Грассхоппером».

## Карьера в сборной
15 ноября 2013 года Эрмир Леньяни дебютировал за сборную Албании в товарищеском матче против сборной Беларуси, выйдя в стартовом составе. Первый гол за Албанию Леньяни забил 11 октября 2014 года в домашней игре против сборной Дании, открыв счёт в матче на 38-й минуте.

## Статистика выступлений
| №  | Дата             | Оппонент   | Счёт | Голы | Пасы | Карточки | Минуты | Соревнование             |
| -- | ---------------- | ---------- | ---- | ---- | ---- | -------- | ------ | ------------------------ |
| 1  | 15 ноября 2013   | Беларусь   | 0:0  | —    | —    | —        | 81'    | Товарищеский матч        |
| 2  | 31 мая 2014      | Румыния    | 0:1  | —    | —    | —        | 45'    | Товарищеский матч        |
| 3  | 4 июня 2014      | Венгрия    | 0:1  | —    | —    | —        | 90'    | Товарищеский матч        |
| 4  | 7 сентября 2014  | Португалия | 1:0  | —    | —    | —        | 75'    | Отбор ЧЕ-2016 (группа I) |
| 5  | 11 октября 2014  | Дания      | 1:1  | 38′  | —    | —        | 90'    | Отбор ЧЕ-2016 (группа I) |
| 6  | 14 октября 2014  | Сербия     | 3:0  | —    | —    | —        | 41'    | Отбор ЧЕ-2016 (группа I) |
| 7  | 14 ноября 2014   | Франция    | 1:1  | —    | —    | —        | 76'    | Товарищеский матч        |
| 8  | 18 ноября 2014   | Италия     | 0:1  | —    | —    | —        | 86'    | Товарищеский матч        |
| 9  | 29 марта 2015    | Армения    | 2:1  | —    | 1    | —        | 45'    | Отбор ЧЕ-2016 (группа I) |
| 10 | 13 июня 2015     | Франция    | 1:0  | —    | —    | —        | 56'    | Товарищеский матч        |
| 11 | 4 сентября 2015  | Дания      | 0:0  | —    | —    | —        | 64'    | Отбор ЧЕ-2016 (группа I) |
| 12 | 7 сентября 2015  | Португалия | 0:1  | —    | —    | —        | 90'    | Отбор ЧЕ-2016 (группа I) |
| 13 | 8 октября 2015   | Сербия     | 0:2  | —    | —    | —        | 83'    | Отбор ЧЕ-2016 (группа I) |
| 14 | 13 ноября 2015   | Косово     | 2:2  | —    | —    | —        | 13'    | Товарищеский матч        |
| 15 | 16 ноября 2015   | Грузия     | 2:2  | —    | —    | —        | 57'    | Товарищеский матч        |
| 16 | 26 марта 2016    | Австрия    | 1:2  | 47′  | —    | —        | 78'    | Товарищеский матч        |
| 17 | 29 марта 2016    | Люксембург | 0:3  | —    | —    | —        | 29'    | Товарищеский матч        |
| 18 | 29 мая 2016      | Катар      | 3:1  | 40′  | —    | —        | 45'    | Товарищеский матч        |
| 19 | 2 июня 2016      | Украина    | 1:3  | —    | —    | —        | 67'    | Товарищеский матч        |
| 20 | 11 июня 2016     | Швейцария  | 0:1  | —    | —    | —        | 90'    | ЧЕ-2016 (группа A)       |
| 21 | 15 июня 2016     | Франция    | 0:2  | —    | —    | —        | 90'    | ЧЕ-2016 (группа А)       |
| 22 | 19 июня 2016     | Румыния    | 1:0  | —    | —    | —        | 77'    | ЧЕ-2016 (группа А)       |
| 23 | 31 августа 2016  | Марокко    | 0:0  | —    | —    | —        | 59'    | Товарищеский матч        |
| 24 | 9 октября 2016   | Испания    | 0:2  | —    | —    | —        | 45'    | Отбор ЧМ-2018 (группа D) |
| 25 | 4 июня 2017      | Люксембург | 1:2  | —    | —    | —        | 62'    | Товарищеский матч        |
| 26 | 13 ноября 2017   | Турция     | 3:2  | —    | —    | —        | 66'    | Товарищеский матч        |
| 27 | 3 июня 2018      | Украина    | 1:4  | —    | —    | —        | 45'    | Товарищеский матч        |
| 28 | 10 октября 2018  | Иордания   | 0:0  | —    | —    | —        | 29'    | Товарищеский матч        |
| 29 | 8 июня 2019      | Исландия   | 0:1  | —    | —    | —        | 90'    | Отбор ЧЕ-2020 (группа H) |
| 30 | 11 июня 2019     | Молдова    | 2:0  | —    | —    | —        | 59'    | Отбор ЧЕ-2020 (группа Н) |
| 31 | 10 сентября 2019 | Исландия   | 4:2  | —    | —    | —        | 62'    | Отбор ЧЕ-2020 (группа H) |
| 32 | 11 октября 2019  | Турция     | 0:1  | —    | —    | —        | 57'    | Отбор ЧЕ-2020 (группа H) |

Итого: сыграно матчей: 32 / забито голов: 3; победы: 9, ничьи: 8, поражения: 15.